# Suore della Sacra Famiglia di Wamba
Le Suore della Sacra Famiglia (in francese Sœurs de la Sainte-Famille, in swahili Wamama wa Jamaa Takatifu) sono un istituto religioso femminile di diritto diocesano.

## Storia
La congregazione fu fondata nel Congo belga dal vescovo missionario dehoniano Camille Verfaillie, vicario apostolico di Stanley Falls.
Il 27 aprile 1936 fu emesso il decreto di erezione canonica e la prima aspirante, Léontine Kasima, ricevette l'abito religioso e fu ammessa al noviziato. La formazione delle religiose africane fu affidata alle suore del Bambin Gesù di Nivelles. La prima casa della congregazione fu eretta il 2 gennaio 1937 a Bafwabaka.
Nel 1949 fu eretto il vicariato apostolico di Wamba, il cui territorio fu ricavato da quello del vicariato apostolico di Stanley Falls, e alla sua guida fu posto il vescovo Joseph Wittebols. Wittebols prese le suore sotto la sua protezione e la loro casa generalizia fu spostata da Kisangani a Wamba, nell'ex convento delle suore francescane missionarie di Maria.
La crisi politica iniziata con la proclamazione dell'indipendenza congolese dal dominio coloniale del Belgio rallentò lo sviluppo della congregazione. Nel corso della rivolta dei Simba fu uccisa una suora dell'istituto, Maria Clementina Anuarite Nengapeta, martire in difesa della castità beatificata il 15 agosto 1985.

## Attività e diffusione
Le suore si dedicano alla catechesi, all'istruzione e alle opere assistenziali.
Sono presenti in Congo, nelle diocesi di Kinsagani e Wamba; la sede generalizia è a Kisangani.
Nel 1986 la congregazione contava 70 religiose e 7 case.